# 霍塔岩
霍塔（Hottah）是埃俄利斯沼地表上的一处岩石露头，位于火星盖尔撞击坑内皮斯谷和埃俄利斯山（“夏普山”）之间。

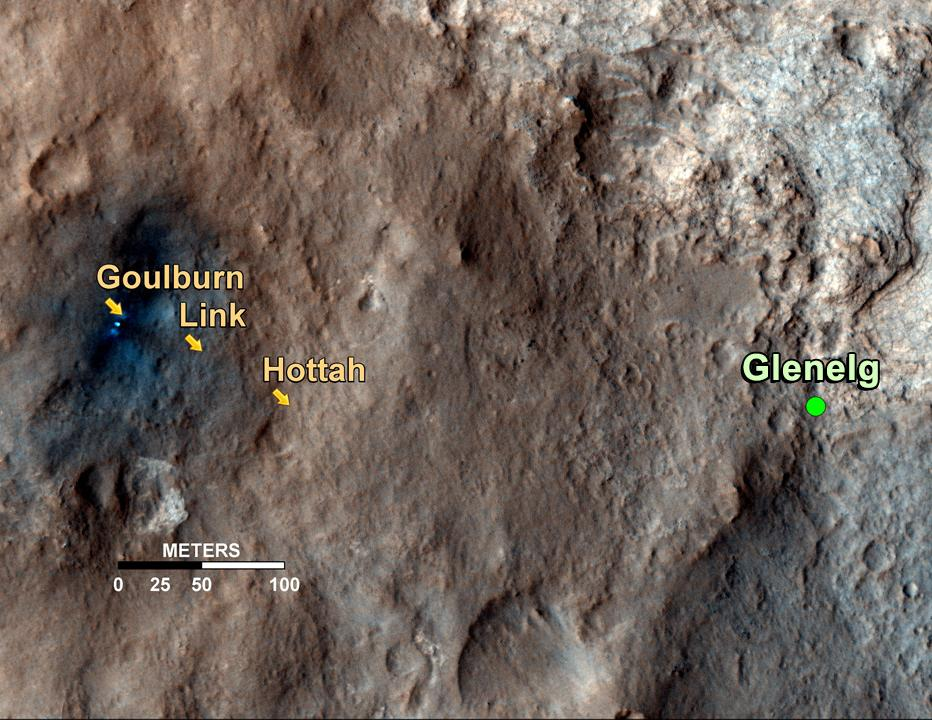
暗示着古河床中“汹涌”激流的“古尔本”、“林克”和“霍塔”岩石露头（2012年9月27日）。

2012年9月14日（任务的第39个太阳日），“好奇号”漫游车在从布雷德伯里着陆场前往格莱内尔格途中遇到了该露头，并以加拿大西北地区第六大湖泊-霍塔湖之名命名了它。该露头“大致”的位置坐标为：4°35′S 137°26′E / 4.59°S 137.44°E。
该露头为质地均匀的砾石砾岩，含有磨圆、光滑的鹅卵石，偶尔会有数数厘米宽的卵石夹杂在由更细（直径可约1厘米左右）圆形颗粒构成的基质中，它们被解释为河流的沉积物，可能由深达脚踝和腰部之间的激流所沉积。这条溪流是一处古老冲积扇的一部分，它从陡峭的盖尔坑坑壁上穿过坑底倾流而下。

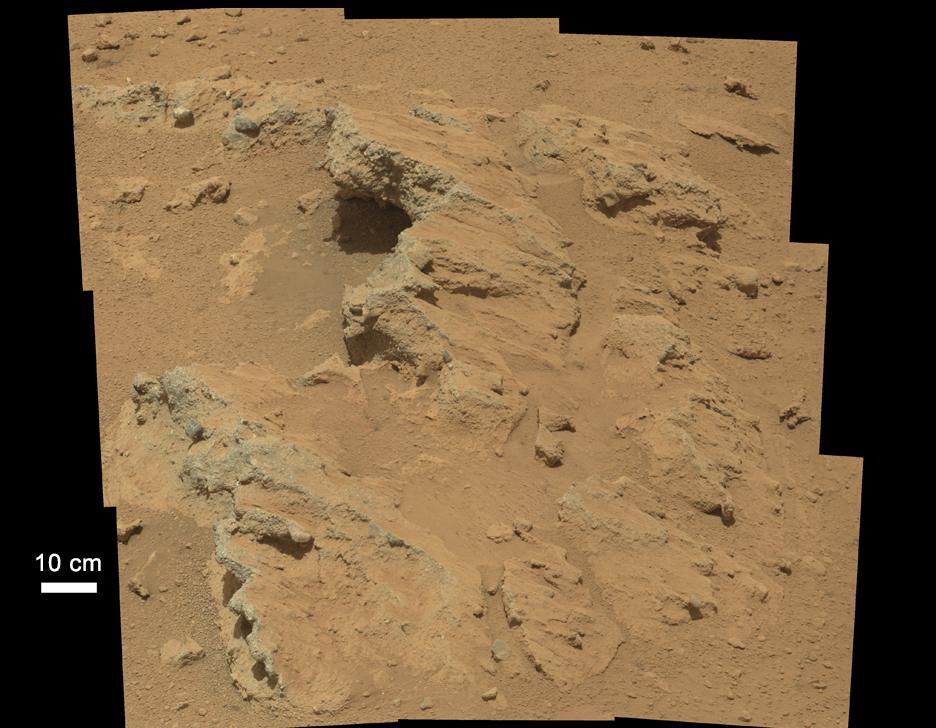
火星上的古河床遗迹（白平衡）（2012年9月14日）(特写) (立体)。

## 另请查看
- 埃俄利斯区
- 基岩
- 火星地质
- 古尔本
- 林克
- 火星岩石列表
- 岩石露头
- 火星水文